# Opechona alaskensis
Opechona alaskensis är en plattmaskart. Opechona alaskensis ingår i släktet Opechona och familjen Lepocreadiidae. Inga underarter finns listade i Catalogue of Life.